# Paweł Legendorf

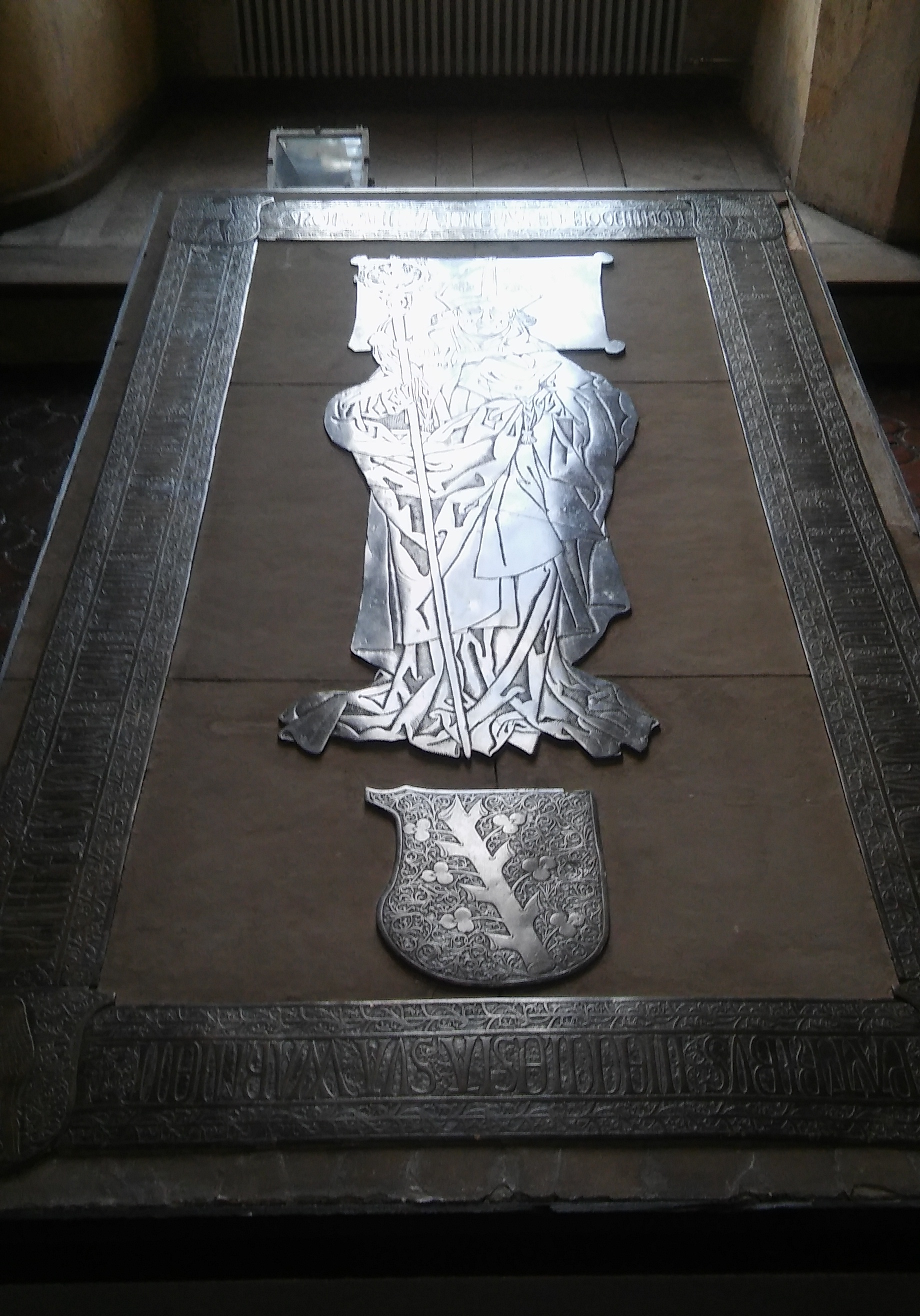
Ocalała płyta nagrobna Pawła Legendorfa, obecnie na refektarzu zamku w Lidzbarku Warmińskim

Paweł Legendorf, Paulus Stange de Legendorf (w wersji polskiej Mgowski) (ur. ok. 1415, zm. 23 lipca 1467 w Bartoszycach) – biskup warmiński.

## Życiorys

### Rodzina
Pochodził z rodziny osiadłej w Prusach, w miejscowości Legendorf (Mgowo) w XIII wieku. Był synem sędziego chełmińskiego Janusza, wnukiem (po matce) wojewody inowrocławskiego Janusza Kościeleckiego.

### Kariera
Studiował na uniwersytecie w Lipsku (1442 bakałarz sztuk) i w Rzymie. Był sekretarzem i dworzaninem kolejnych papieży – Mikołaja V i Kaliksta III; otrzymał wiele godności kościelnych – kanonika warmińskiego (1447), kanonika gnieźnieńskiego (1457), protonotariusza apostolskiego (1458). 20 września (lub 14 października) 1458 został mianowany przez papieża Piusa II administratorem apostolskim diecezji warmińskiej; poprzednim biskupem tej diecezji był sam Pius II tuż przed wyborem na papieża. Nominacja, początkowo tylko na 1 rok, została przedłużona we wrześniu 1459 o kolejne trzy lata; latem 1460 Legendorf przybył na Warmię, został wybrany przez kapitułę i oficjalnie zatwierdzony przez papieża jako pełnoprawny biskup warmiński, i w porozumieniu z królem Kazimierzem Jagiellończykiem objął rządy w diecezji.
Przejmował diecezję warmińską w trudnym momencie; toczyła się wojna trzynastoletnia, wobec której biskup, chcąc uchronić Warmię od spustoszeń, usiłował przyjąć postawę neutralną. Był jednak zmuszony do lawirowania, początkowo wspierał zakon krzyżacki (zostało zawarte porozumienie pokojowe między biskupem a wielkim mistrzem), od 1464 stał po stronie polskiej. 4 listopada 1464 Legendorf złożył przysięgę wierności królowi Kazimierzowi, w 1466, krótko przed układami pokojowymi, wypowiedział wojnę zakonowi. Na rokowaniach polsko-krzyżackich był zdecydowanym przeciwnikiem ustępstw wobec zakonu. Był sygnatariuszem i gwarantem aktu pokoju toruńskiego 1466 roku. Na mocy traktatu toruńskiego (19 października 1466) Warmia została przyłączona do Polski i objęta protekcją królewską.
21 września 1466 został konsekrowany na biskupa przez arcybiskupa Jana Gruszczyńskiego. Uroczystość odbyła się w kościele św. Jana w Toruniu. W uroczystości wyświęcenia Legendorfa uczestniczył król Kazimierz Jagiellończyk oraz Jan Długosz. Zmarł rok później; niewykluczone, że został otruty przez Krzyżaków. Biskup Legendorf jest jedynym biskupem warmińskim pochowanym w Braniewie, gdyż spoczął w kościele św. Katarzyny, gdzie okazałą płytę nagrobną (obecnie w sali Wielkiego Refektarza zamku w Lidzbarku Warmińskim) ufundował w 1494 Łukasz Watzenrode. Jego następcą na warmińskiej stolicy biskupiej został Mikołaj Tungen.

## Linki
- Życiorys Pawła Legendorfa